# 하택신회
하택신회(荷澤神會, 670~762)는 8세기 당나라 불교 승려이다. 원래는 북종선 6대조사인 신수의 제자였으나, 나중에 남종선 6대조사인 혜능의 제자가 된다.
732년 대운사에서 열린 무차대회에서 수만명이 모인 가운데, 논쟁에서 혜능의 남종선으로 신수의 북종선을 압도하여, 남종선이 중국 선종을 평정하도록 만들었다.
당나라 황제인 덕종이 공인한 7대 선사이자, 하택종의 창시자이다. 하택신회 계통을 계승한 선사로는 하택종 7대 조사인 규봉종밀 등이 있다.
스승인 혜능이 조계에 머물러서 조계혜능이라고 부르듯이, 하택신회도 하택에 머물러서 하택신회라고 부른다.

## 혜능을 6대조사로 만든 주역
육조혜능이 오늘 날의 지위를 가지기까지는 하택신회가 가장 큰 역할을 했다.

### 육조현창(六祖顯彰) 운동을 하다
하택신회는 육조현창 운동에 목숨을 걸고 바쳤다. 신수-보적 계열의 북종선을 정면으로 비판하고, 자신의 스승인 혜능을 중국의 6대조사로 받아들여야 한다는 주장을 했다.

### 남종선의 돈법을 전파하다
하택신회는 혜능의 문하에서 많은 승려들과 조정 관료들에게 돈법(頓法)을 전파하는데 큰 역할을 했다. 하택신회는 남종선은 돈(頓)이라서 단박에 깨닫지만, 북종선은 점(漸)이라서 점점 깨달으므로 오래 걸린다고 비판했다.

### 돈오점수를 주장하다
혜능의 돈오돈수(頓悟頓修)를 이어받아, 돈오점수(頓悟漸修)를 주장했다. 불성을 단박에 깨닫고, 인연을 점차 닦아서 생을 떠나지 않고 해탈을 얻는다는 뜻이다.

### 활대 대운사에서 북종선 승려를 꺾다
현재 하남성 안양시 활현에 있는 대운사는 예전에는 활대라고 불렸다.
732년에 활대에서 하택신회는 수만 명이 모인 가운데 무차대회를 열었다.
여기서 하택신회는 북종선 승려를 돈점(頓漸)논쟁에서 압도했다. 달마의 선지가 신수가 아닌 혜능에게 있음을 확실히 한 것이다.

### 황제가 7대조사로 공인하다
당나라 황제인 덕종은 하택신회를 7대선사로 공인했다. 하택신회가 7대조사가 되었으니, 스승인 혜능은 당연히 6대조사로 공인된 격이 되었다.

## 하택신회의 몰락
안사의 난이 일어나자, 하택신회는 병역기피를 해주기 위해 백성들에게 승적을 팔았다. 여기서 생긴 돈으로 국가의 재정까지 메워줬다. 반란이 평정되자, 당나라 숙종은 하택사를 건립하여, 하택신회가 머물도록 해주면서 극진한 대접까지 해주었다.
또한 마조도일의 홍주종이 남종선의 주류로 떠오르면서, 하택신회의 하택종은 잔머리나 굴리는 지해종도(知解宗徒)로 폄하되어 버렸다. 지해종도란 깨달음이 아니라 지식의 이해만 쫓는 무리를 말한다.
결국, 하택신회의 하택종은 마조도일의 홍주종에 밀려버렸다. 하택신회는 7조 자리를 지키지 못했고, 비어있는 7조자리에 홍주종은 마조도일의 스승인 남악회양을 모셨다.
스승은 6조로 만들었지만, 자신은 7조자리를 지키지 못한 셈이다.

## 혜능의 평가
혜능은 하택신회를 높게 평가하지 않은 듯하다. 하루는 하택신회가 혜능을 찾아와 절을 올렸다. 혜능은 하택신회에게 어디에서 왔느냐고 물었다. 하택신회는 조계에서 왔다고 하였다. 혜능이 조계의 뜻하는 바가 뭐냐고 묻자, 하택신회는 아무 대답도 못하고 몸을 흔들기만 했다.
그러자 혜능은 하택신회에게 말하기를 아직도 기와쪽이 막혀서 쓸모가 없다고 말했다. 하택신회가 물러나지 않고, 큰 스님께서는 요즘 사람들에게 진짜 금(깨달음)을 주시지 않으시냐고 물었다. 혜능이 말하기를 그대에게 준다한들 어디에 쓰겠냐고 말해버렸다.

## 같이 보기
- 돈오점수
- 하택종(荷澤宗)
- 하택종의 영어 문서 페이지 en:Heze school